# Чемпіонат Європи з легкої атлетики в приміщенні 1990
Чемпіонат Європи з легкої атлетики в приміщенні 1990 відбувся 3–4 березня у Глазго на «Келвін Холл Арені».
Уперше в історії чемпіонатів Європи в приміщенні були розіграні нагороди у жіночому потрійному стрибку.

## Призери

### Чоловіки
| Дисципліни            | Золото                         | Золото     | Срібло                        | Срібло   | Бронза                                         | Бронза   |
| --------------------- | ------------------------------ | ---------- | ----------------------------- | -------- | ---------------------------------------------- | -------- |
| 60 метрів             | Лінфорд Крісті Велика Британія | 6,56       | П'єрфранческо Павоні Італія   | 6,59     | Іржі Валік Чехословаччина                      | 6,63     |
| 200 метрів            | Сандро Флоріс Італія           | 21,01      | Ніколай Антонов Болгарія      | 21,04    | Брюно Марі-Роз Франція                         | 21,28    |
| 400 метрів            | Норберт Добеляйт ФРН           | 46,08      | Єнс Карловітц НДР             | 46,09    | Гаєта Корнет Іспанія                           | 46,91    |
| 800 метрів            | Том Маккін Велика Британія     | 1.46,22 CR | Томас де Тереза Іспанія       | 1.47,22  | Збігнєв Янус Польща                            | 1.47,37  |
| 1500 метрів           | Єнс-Петер Герольд НДР          | 3.44,39    | Фермін Качо Іспанія           | 3.44,61  | Тоні Моррелл Велика Британія                   | 3.44,83  |
| 3000 метрів           | Ерік Дюбюс Франція             | 7.53,94    | Джеккі Карльє Франція         | 7.54,75  | Бранко Зорко Югославія                         | 7.54,77  |
| 60 метрів з бар'єрами | Ігор Казанов СРСР              | 7,52       | Тоні Джарретт Велика Британія | 7,58     | Флоріан Швартхофф ФРН                          | 7,61     |
| Ходьба 5000 метрів    | Михайло Щенніков СРСР          | 19.00,62   | Джованні де Бенедіктіс Італія | 19.02,90 | Аксель Ноак НДР                                | 19.15,78 |
| Стрибки у висоту      | Артур Партика Польща           | 2,33       | Артуро Ортіс Іспанія          | 2,30     | Герд Нагель ФРНДітмар Мегенбург ФРН            | 2,30     |
| Стрибки з жердиною    | Родіон Гатауллін СРСР          | 5,80       | Григорій Єгоров СРСР          | 5,75     | Тьєррі Віньєрон ФранціяГерман Ферінгер Австрія | 5,70     |
| Стрибки у довжину     | Дітмар Гаф ФРН                 | 8,11       | Еміл Меллард Нідерланди       | 8,08     | Роберт Емміян СРСР                             | 8,06     |
| Потрійний стрибок     | Ігор Лапшин СРСР               | 17,14      | Олег Сакіркін СРСР            | 16,70    | Торд Генрікссон Швеція                         | 16,69    |
| Штовхання ядра        | Клаус Боденмюллер Австрія      | 21,03      | Ульф Тіммерманн НДР           | 20,43    | Олівер-Свен Будер НДР                          | 20,20    |

### Жінки
| Дисципліни            | Золото                    | Золото          | Срібло                   | Срібло   | Бронза                         | Бронза   |
| --------------------- | ------------------------- | --------------- | ------------------------ | -------- | ------------------------------ | -------- |
| 60 метрів             | Ульріке Сарварі ФРН       | 7,10            | Лоранс Білі Франція      | 7,13     | Неллі Коман Нідерланди         | 7,14     |
| 200 метрів            | Ульріке Сарварі ФРН       | 22,96           | Наталія Ковтун СРСР      | 23,01    | Галина Мальчугіна СРСР         | 23,04    |
| 400 метрів            | Марина Шмоніна СРСР       | 51,22           | Йоланда Оанце Румунія    | 52,22    | Юдіт Форгач Угорщина           | 53,02    |
| 800 метрів            | Любов Гуріна СРСР         | 2.01,63         | Сабіна Цвінер ФРН        | 2.02,23  | Лоррейн Бейкер Велика Британія | 2.02,42  |
| 1500 метрів           | Дойна Мелінте Румунія     | 4.09,73         | Сандра Гассер Швейцарія  | 4.10,13  | Віолета Бекля Румунія          | 4.10,44  |
| 3000 метрів           | Еллі ван Хюлст Нідерланди | 8.57,28         | Маргарета Кесег Румунія  | 8.57,50  | Андреа Гаманн НДР              | 9.00,31  |
| 60 метрів з бар'єрами | Людмила Нарожиленко СРСР  | 7,74 CR         | Монік Еванже-Епе Франція | 7,84     | Міхаела Погачан Румунія        | 7,99     |
| Ходьба 3000 метрів    | Беате Андерс НДР          | 11.59,36 WIR CR | Ілеана Сальвадор Італія  | 12.18,84 | Аннаріта Сідоті Італія         | 12.27,94 |
| Стрибки у висоту      | Гайке Генкель ФРН         | 2,00            | Брітта Ферос НДР         | 1,94     | Галина Астафей Румунія         | 1,94     |
| Стрибки у довжину     | Галина Чистякова СРСР     | 6,85            | Олена Хлопотнова СРСР    | 6,74     | Хельга Радтке НДР              | 6,66     |
| Потрійний стрибок     | Галина Чистякова СРСР     | 14,14 WIR CR    | Хельга Радтке НДР        | 13,63    | Ана Олівейра Португалія        | 13,44    |
| Штовхання ядра        | Клаудія Лош ФРН           | 20,64           | Наталія Лісовська СРСР   | 20,35    | Гріт Гаммер НДР                | 19,53    |

## Медальний залік
| Місце                | Країна               | Золото | Срібло | Бронза | Загалом |
| -------------------- | -------------------- | ------ | ------ | ------ | ------- |
| 1                    | СРСР                 | 9      | 5      | 2      | 16      |
| 2                    | ФРН                  | 5      | 1      | 3      | 9       |
| 3                    | НДР                  | 2      | 4      | 5      | 11      |
| 4                    | Франція              | 2      | 3      | 2      | 7       |
| 5                    | Велика Британія      | 2      | 1      | 2      | 5       |
| 6                    | Італія               | 1      | 3      | 1      | 5       |
| 7                    | Румунія              | 1      | 2      | 3      | 6       |
| 8                    | Нідерланди           | 1      | 1      | 1      | 3       |
| 9                    | Австрія              | 1      | 0      | 1      | 2       |
| 9                    | Польща               | 1      | 0      | 1      | 2       |
| 11                   | Іспанія              | 0      | 3      | 1      | 4       |
| 12                   | Болгарія             | 0      | 1      | 0      | 1       |
| 12                   | Швейцарія            | 0      | 1      | 0      | 1       |
| 14                   | Югославія            | 0      | 0      | 1      | 1       |
| 14                   | Португалія           | 0      | 0      | 1      | 1       |
| 14                   | Угорщина             | 0      | 0      | 1      | 1       |
| 14                   | Чехословаччина       | 0      | 0      | 1      | 1       |
| Загалом (17 збірних) | Загалом (17 збірних) | 25     | 25     | 26     | 76      |

## Відео
- День 1:
  -  Відеозвіт (частина 1) на YouTube
  -  Відеозвіт (частина 2) на YouTube
  -  Відеозвіт (частина 3) на YouTube

- День 2:
  -  Відеозвіт (частина 1) на YouTube
  -  Відеозвіт (частина 2) на YouTube
  -  Відеозвіт (частина 3) на YouTube
  -  Відеозвіт (частина 4) на YouTube
  -  Відеозвіт (частина 5) на YouTube

## Виступ українців
| Чоловіки (1) | Чоловіки (1)       | Чоловіки (1) | Чоловіки (1) |
| Місце        | Атлет              | Дисципліна   | Результат    |
| ------------ | ------------------ | ------------ | ------------ |
|              | Рудольф Поварніцин | висота       | 2,24         |

| Жінки (1) | Жінки (1)        | Жінки (1)  | Жінки (1) |
| Місце     | Атлетка          | Дисципліна | Результат |
| --------- | ---------------- | ---------- | --------- |
| 2         | Олена Хлопотнова | довжина    | 6,74      |